# Rolf Schult
Rolf Schult (* 16. April 1927 in Berlin; † 13. März 2013 in Horhausen (Westerwald)) war ein deutscher Schauspieler und Synchronsprecher. Er gehörte bis zu seinem Tod zu den profiliertesten und meistbeschäftigten Synchronsprechern im deutschsprachigen Raum und war der Standardsprecher von Robert Redford, Anthony Hopkins, Donald Sutherland und Patrick Stewart.

## Leben und Wirken
Schult absolvierte eine Ausbildung an der Hochschule für Musik, Theater und Medien Hannover. Nach seinem dortigen Theaterdebüt führten ihn Engagements nach Bochum, Köln und an das Schillertheater in Berlin. 1970 wurde Schult zum Berliner Staatsschauspieler ernannt. Neben seiner Bühnentätigkeit ergaben sich nur wenige Auftritte in Film und Fernsehen, wie in seiner Rolle als Joachim Herrmann im Fernsehfilm Wer zu spät kommt..., der über die Tage des Mauerfalls handelt.
Schult wurde durch seine markante Stimme bekannt. Seit 1965 war er bei Synchronisationen tätig und die deutsche Standardstimme von Robert Redford, Anthony Hopkins, Donald Sutherland und Patrick Stewart; letzteren synchronisierte er vor allem als Captain Jean-Luc Picard in Raumschiff Enterprise – Das nächste Jahrhundert, aber wurde später ab Mitte der vierten Staffel durch Ernst Meincke ersetzt. Schult synchronisierte Stewart weiterhin als Picard in den Kinofilmen von Star Trek. Darüber hinaus synchronisierte er auch Marlon Brando (Superman), Yul Brynner (Catlow – Leben ums Verrecken), Clint Eastwood (Dirty Harry, Sadistico), Gene Hackman (No Way Out, Die Höllenfahrt der Poseidon), Peter Sellers (Lass mich küssen deinen Schmetterling) oder Barry Newman (Petrocelli). Besondere Bekanntheit erlangte er auch als Erzähler in Tanz der Vampire; in der Originalfassung spricht Ferdy Mayne den Erzähler und spielt die Rolle des Graf Krolock. Daneben war er auch als Sprecher für Hörbücher, Werbespots, Hörspiele und Fernsehreportagen tätig. Im Musikprojekt E Nomine war er ebenfalls zu hören.
Gemeinsam mit seinem Kollegen Jürgen Thormann erhielt Rolf Schult 2007 den Deutschen Preis für Synchron für sein Gesamtwerk in der Synchronarbeit.
Nachdem Schult 2007 den Trailer zu Von Löwen und Lämmern synchronisiert hatte, befand ein US-amerikanischer Supervisor die Stimme für Redford zu tief, so dass dieser von Kaspar Eichel synchronisiert wurde. Schult ist noch im ersten Trailer als Synchronstimme für Redford zu hören.
Sein Sohn Christian, dessen Stimme eine hohe Ähnlichkeit zu der seines Vaters aufweist, ist ebenfalls als Sprecher tätig. Schults Cousin war der Schauspieler und Synchronsprecher Peer Augustinski. Schult lebte zuletzt in Horhausen im Westerwald, wo er 2013 im Alter von 85 Jahren verstarb. Seine Grabstätte befindet sich auf dem Waldfriedhof Solln in München.

## Filmografie (Auswahl)
- 1960: Die kahle Sängerin
- 1974: Sonderdezernat K1 (Folge: Friedhofsballade)
- 1982: Frau Jenny Treibel
- 1986: Wanderungen durch die Mark Brandenburg (Fernsehmehrteiler)
- 1987: Der Hafendetektiv
- 1990: Wer zu spät kommt – Das Politbüro erlebt die deutsche Revolution

## Fernsehreportagen (Auswahl)
- 1999: 100 Jahre – Der Countdown (Eine Reportage über das 20. Jahrhundert)
- 2009: Max von Oppenheim (Biografie des Ausgräbers des Tell Halaf)
- Regelmäßig: ZDF Expedition

## Videospiele (Auswahl)
- 2003: als The Mongoose in XIII

## Hörspiele (Auswahl)
Quelle: ARD-Hörspieldatenbank – Die Hörspiele sind chronologisch nach der Erstsendung aufgelistet.
- 1952: Gottfried Benn: Die Stimme hinter dem Vorhang (Gerhard) – Regie: Gert Westphal (RB) – Erstsendung: 2. Mai 1952
- 1952: Fred von Hoerschelmann: Der Hirschkäfer (Peter, Bernhards Sohn) – Regie: Gert Westphal (RB) – Erstsendung: 18. Juni 1952
- 1952: Eberhard Gaupp: Das heilsame Hemd (Augustin) – Regie: Günter Siebert (RB) – Erstsendung: 12. Sep. 1952
- 1958: Johann Wolfgang von Goethe: Hermann und Dorothea (Hermann) – Regie: Wilhelm Semmelroth (WDR) – Erstsendung: 18. Nov. 1958
- 19??: Heinrich von Kleist: Prinz Friedrich von Homburg (Homburg) – Regie: Otto Kurth (SDR) – Erstsendung: 14. Dez. 1958
- 19??: Joost van den Vondel: Luzifer (Engel) – Regie: Friedhelm Ortmann (NDR / WDR) – Erstsendung: 28. Mär. 1959
- 19??: Jean Rhys: Guten Morgen, Mitternacht! (Fremder) – Regie: Hans Conrad Fischer (RB) – Erstsendung: 5. Juni 1959
- 19??: Arnold E. Ott: Zitronensaft und Salz (Bob Tomkins) – Regie: Günter Bommert (RB) – Erstsendung: 13. Sep. 1959
- 19??: Wolfgang Altendorf: Merlin und sein Mädchen (Jean Merlin) – Regie: Otto Kurth (WDR) – Erstsendung: 9. Aug. 1960
- 1960: William Shakespeare: Romeo und Julia (Tybalt) – Regie: Friedhelm Ortmann (WDR) – Erstsendung: 5. Okt. 1960
- 1960: André Obey: Mensch aus Staub und Asche (Alvar) – Regie: Friedhelm Ortmann (WDR) – Erstsendung: 2. Nov. 1960
- 1961: Alphonse Daudet: Tartarin von Tarascon (Fremder) – Regie: Raoul Wolfgang Schnell (WDR) – Erstsendung: 7. Feb. 1961
- 1960: Samuel A. Taylor: Sabrina (David Larrabee) – Regie: Peter Beauvais (RIAS) – Erstsendung: 22. Feb. 1961
- 1961: Aimé Césaire: Und die Hunde schwiegen (Der Rebell) – Regie: Gert Westphal (WDR) – Erstsendung: 8. Mär. 1961
- 1961: Aischylos: Die Orestie (2. und 3. Teil) (Apollon 3) – Regie: Friedhelm Ortmann (WDR) – Erstsendung: 22. Mär. 1961
- 1961: Henry De Vere Stacpoole: Auf den Inseln über dem Wind (Jean Gastin) – Regie: Ludwig Cremer (WDR) – Erstsendung: 26. Juli 1961
- 19??: Finn Søeborg: Nationalökonomie (Preben Möller) – Regie: Heinz Wilhelm Schwarz (WDR) – Erstsendung: 12. Sep. 1961
- 1961: Helmut Höfling: Die Maus mit dem Schirm (1. Teil) (Mäuserich Pips) – Regie: N. N. (WDR) – Erstsendung: 23. Sep. 1961
- 19??: John P. Wynn: Gordon Grantley (3. Teil: Die Schreckreaktion) (Jim Carter) – Regie: Heinz Dieter Köhler (WDR) – Erstsendung: 29. Sep. 1961
- 1961: Helmut Höfling: Die Maus mit dem Schirm (2. Teil) (Mäuserich Pips) – Regie: N. N. (WDR) – Erstsendung: 30. Sep. 1961
- 1961: Herbert Ruland: In Nacht und Eis (1. Teil) – Regie: Heinz Dieter Köhler (WDR) – Erstsendung: 7. Okt. 1961
- 1961: Helmut Höfling: Die Maus mit dem Schirm (3. Teil) (Mäuserich Pips) – Regie: N. N. (WDR) – Erstsendung: 7. Okt. 1961
- 1961: Herbert Ruland: In Nacht und Eis (2. Teil) – Regie: Heinz Dieter Köhler (WDR) – Erstsendung: 14. Okt. 1961
- 1961: Helmut Höfling: Die Maus mit dem Schirm (4. Teil) (Mäuserich Pips) – Regie: N. N. (WDR) – Erstsendung: 14. Okt. 1961
- 1961: Helmut Höfling: Die Maus mit dem Schirm (5. Teil) (Mäuserich Pips) – Regie: N. N. (WDR) – Erstsendung: 21. Okt. 1961
- 1961: Herbert Ruland: In Nacht und Eis (3. Teil) – Regie: Heinz Dieter Köhler (WDR) – Erstsendung: 21. Okt. 1961
- 1961: Helmut Höfling: Die Maus mit dem Schirm (6. Teil) (Mäuserich Pips) – Regie: N. N. (WDR) – Erstsendung: 28. Okt. 1961
- 1961: Herbert Ruland: In Nacht und Eis (4. Teil) – Regie: Heinz Dieter Köhler (WDR) – Erstsendung: 28. Okt. 1961
- 1961: Helmut Höfling: Die Maus mit dem Schirm (7. Teil) (Mäuserich Pips) – Regie: N. N. (WDR) – Erstsendung: 4. Nov. 1961
- 1961: Herbert Ruland: In Nacht und Eis (5. Teil) – Regie: Heinz Dieter Köhler (WDR) – Erstsendung: 4. Nov. 1961
- 1961: Helmut Höfling: Die Maus mit dem Schirm (8. Teil) (Mäuserich Pips) – Regie: N. N. (WDR) – Erstsendung: 11. Nov. 1961
- 1961: Herbert Ruland: In Nacht und Eis (6. Teil) – Regie: Heinz Dieter Köhler (WDR) – Erstsendung: 11. Nov. 1961
- 1961: Herbert Ruland: In Nacht und Eis (7. Teil) – Regie: Heinz Dieter Köhler (WDR) – Erstsendung: 18. Nov. 1961
- 1961: Werner Liborius: Ein Leben mit Tieren: Carl Hagenbeck (2. Teil) – Regie: Wolfram Rosemann (WDR) – Erstsendung: 13. Jan. 1962
- 1961: Sophokles: König Ödipus (Diener) – Regie: Heinrich Koch (WDR) – Erstsendung: 24. Jan. 1962
- 1962: Sophokles: Ödipus auf Kolonos (Theseus) – Regie: Ludwig Cremer (WDR) – Erstsendung: 7. Feb. 1962
- 19??: Georgij Raiewsky: Das Staatsverbrechen – Regie: Roland H. Wiegenstein (WDR) – Erstsendung: 28. Apr. 1962
- 1962: Michael Noonan: Der fliegende Doktor (1. Teil) (Monty Marsh) – Regie: Heinz Dieter Köhler (WDR) – Erstsendung: 26. Mai 1962
- 1962: Michael Noonan: Der fliegende Doktor (2. Teil) (Monty Marsh) – Regie: Heinz Dieter Köhler (WDR) – Erstsendung: 2. Juni 1962
- 1962: Michael Noonan: Der fliegende Doktor (3. Teil) (Monty Marsh) – Regie: Heinz Dieter Köhler (WDR) – Erstsendung: 9. Juni 1962
- 1962: Michael Noonan: Der fliegende Doktor (4. Teil) (Monty Marsh) – Regie: Heinz Dieter Köhler (WDR) – Erstsendung: 16. Juni 1962
- 1962: Michael Noonan: Der fliegende Doktor (5. Teil) (Monty Marsh) – Regie: Heinz Dieter Köhler (WDR) – Erstsendung: 23. Juni 1962
- 1962: Enzo Maurri: Zwei Augen (Marco) – Regie: Otto Kurth (WDR) – Erstsendung: 26. Juni 1962
- 1962: Michael Noonan: Der fliegende Doktor (6. Teil) (Monty Marsh) – Regie: Heinz Dieter Köhler (WDR) – Erstsendung: 30. Juni 1962
- 19??: Horst Pillau: Auf verlorenem Posten (Schlotbeck) – Regie: Wolfram Rosemann (WDR) – Erstsendung: 14. Juli 1962
- 1962: Dorothy L. Sayers: Der unerwünschte Gast (2. Teil: Inspektor Sugg verhaftet) (Inspektor Sugg) – Regie: Erik Ode (WDR) – Erstsendung: 27. Juli 1962
- 1962: Dorothy L. Sayers: Der unerwünschte Gast (3. Teil: Reise nach Salisbury) (Inspektor Sugg) – Regie: Erik Ode (WDR) – Erstsendung: 3. Aug. 1962
- 1962: Dorothy L. Sayers: Der unerwünschte Gast (4. Teil: Mr. Milligan in Gesellschaft) (Inspektor Sugg) – Regie: Erik Ode (WDR) – Erstsendung: 10. Aug. 1962
- 1962: Dorothy L. Sayers: Der unerwünschte Gast (6. Teil: Das Testament) (Inspektor Sugg) – Regie: Erik Ode (WDR) – Erstsendung: 24. Aug. 1962
- 1962: Werner Helmes: Panne bei La Tour (Sportlicher Autofahrer) – Regie: Otto Düben (WDR) – Erstsendung: 28. Aug. 1962
- 1962: Werner Liborius: Phineas Taylor Barnum – ein Manager vor 150 Jahren (2. Teil) (Hack Bailey) – Regie: Hermann Pfeiffer (WDR) – Erstsendung: 15. Sep. 1962
- 1962: William Shakespeare: Julius Cäsar (Diener Marc Antons) – Regie: Friedhelm Ortmann (WDR) – Erstsendung: 19. Sep. 1962
- 19??: George Bernard Shaw: Die schwarze Dame der Sonette (Ein Leibgardist) – Regie: Edward Rothe (WDR) – Erstsendung: 21. Sep. 1962
- 1962: Heinz Piontek: Fremde in Sodom (Messerschleifer) – Regie: Gert Westphal (WDR / HR) – Erstsendung: 3. Nov. 1962
- 1962: Jürgen Breest: Mein Freund Wolf (Georg) – Regie: Oswald Döpke (WDR) – Erstsendung: 11. Dez. 1962
- 1962: Edzard Schaper: Der vierte König (Der Schiffsherr) – Regie: Gustav Burmester (WDR) – Erstsendung: 26. Dez. 1962
- 1963: Oscar Wilde: Das Sternenkind (Zweiter Holzfäller) – Regie: Cläre Schimmel (WDR) – Erstsendung: 15. Jan. 1963
- 1962: Charles Lindbergh: Mein Flug über den Ozean (2. Teil) (Donald Hall) – Regie: Heinz Dieter Köhler (WDR) – Erstsendung: 19. Jan. 1963
- 1962: Charles Lindbergh: Mein Flug über den Ozean (3. Teil) (Donald Hall) – Regie: Heinz Dieter Köhler (WDR) – Erstsendung: 26. Jan. 1963
- 1963: Rochus Spiecker: Der Feuerofen (Unterscharführer) – Regie: Heinz Wilhelm Schwarz (WDR) – Erstsendung: 6. Mär. 1963
- 1963: Bastian Müller: Das Familienfest (Raffey Anker) – Regie: Otto Kurth (WDR) – Erstsendung: 26. Mär. 1963
- 1963: Detlef Müller: Bericht über Zyskar (Sprecher) – Regie: Heinz Wilhelm Schwarz (WDR) – Erstsendung: 30. Mär. 1963
- 1963: Erich Ferstl: Herr Jorge will einen Roman schreiben (Polizist) – Regie: Otto Düben (WDR) – Erstsendung: 9. Apr. 1963
- 1963: Rochus Spiecker: Vibia Perpetua (Marcus) – Regie: Walter Knaus (WDR) – Erstsendung: 13. Apr. 1963
- 1963: Maurice Baring: Nach der Elektra des Euripides (Cenokles) – Regie: Gerhard F. Hering (WDR) – Erstsendung: 4. Mai 1963
- 19??: Nikolaj Gogol: Die toten Seelen (Tschitschikow) – Regie: Friedhelm Ortmann (SDR) – Erstsendung: 23. Juni 1963
- 19??: Henning Harms: Interview mit einem Astronauten (Colonel Lawrence) – Regie: Hans Gerd Krogmann (WDR) – Erstsendung: 27. Juli 1963
- 1963: Hans Jakob Christoffel von Grimmelshausen: Simplicius Simplicissimus Teutsch (1. Teil) (Reuterstimme) – Regie: Ludwig Cremer (WDR) – Erstsendung: 8. Nov. 1963
- 1963: Hans Jakob Christoffel von Grimmelshausen: Simplicius Simplicissimus Teutsch (4. Teil) (Schreiber) – Regie: Ludwig Cremer (WDR) – Erstsendung: 6. Dez. 1963
- 1963: Hans Jakob Christoffel von Grimmelshausen: Simplicius Simplicissimus Teutsch (6. Teil) (Olivier) – Regie: Ludwig Cremer (WDR) – Erstsendung: 27. Dez. 1963
- 1963: Hans Jakob Christoffel von Grimmelshausen: Simplicius Simplicissimus Teutsch (7. Teil) (Olivier) – Regie: Ludwig Cremer (WDR) – Erstsendung: 4. Jan. 1964
- 1964: James Krüss: ABC und Phantasie – Das M und das R – Regie: Heinz Dieter Köhler (?) – Erstsendung: 10. Juni 1964
- 19??: Fred Haltiner: Jeanette – Reportage einer Liebe (Mulon) – Regie: Heinz Wilhelm Schwarz (WDR) – Erstsendung: 15. Aug. 1964
- 1964: Rochus Spiecker: Beim zweiten Mond (José) – Regie: Otto Kurth (WDR) – Erstsendung: 18. Aug. 1964
- 1964: Edzard Schaper: Das Feuer Christi – Dramatische Szenen um Leben und Sterben des Jan Hus (Jan von Chlum) – Regie: Friedhelm Ortmann (WDR / SR DRS / SDR) – Erstsendung: 31. Okt. 1964
- 1964: Leopold Ahlsen: Sie werden sterben, Sire (Charles, Dauphin) – Regie: Werner Düggelin (SFB) – Erstsendung: 13. Nov. 1964
- 1964: Richard Puydorat: Zwischen Licht und Schatten (Felix) – Regie: Otto Düben (WDR) – Erstsendung: 15. Dez. 1964
- 1965: Traute Hellberg: Ausweg („Der Graue“) – Regie: Oswald Döpke (RIAS / Mentz) – Erstsendung: 8. Sep. 1965
- 1965: Vojislav Kuzmanovic: Klopfzeichen (Zweiter Mann) – Regie: Wolfgang Spier (HR / RIAS) – Erstsendung: 24. Nov. 1965
- 1965: Louis MacNeice: Der herzlose Riese (Wolf) – Regie: Oswald Döpke (RIAS) – Erstsendung: 22. Dez. 1965
- 1965: Harold Pinter: Heimkehr (Lenny) – Regie: Hans Schweikart (NDR) – Erstsendung: 26. Dez. 1965
- 1966: Günter Grass: Die Plebejer proben den Aufstand – Regie: Hansjörg Utzerath (NDR) – Erstsendung: 20. Feb. 1966
- 19??: Andreas Fuchs: Beutz braucht Schonung (Parteisekretär Weinert) – Regie: Günter Braun (RIAS) – Erstsendung: 4. Mai 1966
- 1967: Guy Compton: Zeitbelichtung (Der Untermieter) – Regie: Oswald Döpke (RIAS) – Erstsendung: 29. Mär. 1967
- 1967: Miodrag Đurđević: Nur ein paar lächerliche Worte (Der Unbekannte) – Regie: Alexander Pestel (RIAS) – Erstsendung: 18. Sep. 1967
- 1968: Marja Rankkala: Dissonanter Dreiklang (Auli) – Regie: Friedhelm Ortmann (WDR) – Erstsendung: 28. Mai 1968
- 1968: Frank Launder, Sidney Gilliat: Vor Nachbarn wird gewarnt (Montague) – Regie: Oswald Döpke (RIAS) – Erstsendung: 9. Sep. 1968
- 1969: Louis C. Thomas: Die Achillesferse (Albert Laroche) – Regie: Heinz Dieter Köhler (WDR) – Erstsendung: 23. Dez. 1969
- 1970: Fred Hoyle, John Elliot: Andromeda (Geers) – Regie: Manfred Marchfelder (RIAS) – Erstsendung: 8. Juni 1970
- 1970: Pirkko Jaakola: Des Träumers Abendmahl – Regie: Oswald Döpke (RIAS) – Erstsendung: 6. Juli 1970
- 19??: David F. Eliet: Tom – Regie: Dietrich Auerbach (RIAS) – Erstsendung: 4. Jan. 1971
- 1971: Paul Barz: Die Nachfolger (Charles) – Regie: Heinz Dieter Köhler (WDR / SFB) – Erstsendung: 9. Feb. 1971
- 1971: Gerd E. Hofmann: Erkennen vielstimmig – Datenkrimi 1 (Inspektor) – Regie: Joachim Sonderhoff (WDR) – Erstsendung: 23. Mär. 1971
- 1971: Günter Bruno Fuchs: Adam Riese und der große Krieg (Adam Riese) – Regie: Oswald Döpke (SR / RIAS / SDR) – Erstsendung: 27. Apr. 1971
- 1971: James Saunders: ... und was kommt danach? (Mann) – Regie: Oswald Döpke (SR / SDR / SFB) – Erstsendung: 9. Juni 1971
- 1971: Georg Lassberg: Zwei Stücke (Adam Riese) – Regie: Peter Arthur Stiller, Fritz Schröder-Jahn (SR) – Erstsendung: 27. Juni 1971
- 1971: Rudolf Jürgen Bartsch: Über die Grenze (Schwiegersohn Emanuel) – Regie: Heinz Dieter Köhler (WDR) – Erstsendung: 24. Aug. 1971
- 1971: Konrad Wünsche: Von mir zu dir (Männerstimme) – Regie: Manfred Marchfelder (SDR) – Erstsendung: 1. Okt. 1971
- 1971: Hanspeter Schmidt: Dagmar (Horst Bürger) – Regie: Rolf von Goth (SFB) – Erstsendung: 2. Okt. 1971
- 1971: Ingeborg Drewitz: Erfahrungen: oder sechs Stimmen – Regie: Jörg Jannings (RIAS) – Erstsendung: 4. Nov. 1971
- 1971: René de Obaldia: Sprechen wir von Charles oder Das Bankett der Quallen (Arzt) – Regie: Manfred Marchfelder (SR) – Erstsendung: 28. Nov. 1971
- 1971: Uwe Brandner: Supernova – Regie: Ulrich Gerhardt (SDR) – Erstsendung: 15. Dez. 1971
- 1972: David Duncan: Die Zukunft findet nicht statt (1. Teil) – Regie: Dieter Carls (RIAS) – Erstsendung: 28. Jan. 1972
- 1972: David Duncan: Die Zukunft findet nicht statt (2. Teil) – Regie: Dieter Carls (RIAS) – Erstsendung: 6. Feb. 1972
- 1972: Robert A. Heinlein: Revolte auf Luna (1. Teil) (Manuel O’Kelly) – Regie: Heinz Dieter Köhler (WDR) – Erstsendung: 2. Dez. 1972
- 1972: Robert A. Heinlein: Revolte auf Luna (2. Teil) (Manuel O’Kelly) – Regie: Heinz Dieter Köhler (WDR) – Erstsendung: 9. Dez. 1972
- 1972: Robert A. Heinlein: Revolte auf Luna (3. Teil) (Manuel O’Kelly) – Regie: Heinz Dieter Köhler (WDR) – Erstsendung: 16. Dez. 1972
- 1972: Robert A. Heinlein: Revolte auf Luna (4. Teil) (Manuel O’Kelly) – Regie: Heinz Dieter Köhler (WDR) – Erstsendung: 23. Dez. 1972
- 1972: Károly Szakonyi: Was für ein Tag ist heute? – Regie: Oswald Döpke (WDR) – Erstsendung: 23. Jan. 1973
- 1973: Margarete Hausmann: Auto – Regie: Rainer Clute (RIAS) – Erstsendung: 8. Mär. 2023
- 1973: Heiner Müller: Horatier – Regie: Otto Düben (SDR) – Erstsendung: 25. Mär. 2023
- 1973: Gert Hofmann: John Jacob Astors letzte Fahrt (2. Sprecher) – Regie: Manfred Marchfelder (RIAS / SDR) – Erstsendung: 26. Mär. 2023
- 1973: Rolf Dieter Brinkmann: Besuch in einer sterbenden Stadt – Regie: Ulrich Gerhardt (WDR) – Erstsendung: 28. Juni 1973
- 1973: Louis C. Thomas: Fiasko – Regie: Hans Gerd Krogmann (SDR) – Erstsendung: 17. Sep. 1973
- 1973: Otti Pfeifer: Widerworte aus der Küche – Regie: Manfred Marchfelder (WDR) – Erstsendung: 25. Sep. 1973
- 1973: Vasconcelos Maia: Sonne (Peixoto) – Regie: Hans-Ulrich Minke (RIAS) – Erstsendung: 23. Okt. 1973
- 1973: -ky: Ein Mord zur rechten Zeit (Domagalski) – Regie: Frank-Erich Hübner (WDR) – Erstsendung: 28. Nov. 1973
- 1973: Nataly von Eschstruth: Heckenrosen (von Waldau) – Regie: Rolf von Goth (SFB) – Erstsendung: 1. Dez. 1973
- 1973: Annemarie Zaschke: Gemeinplatz (Herr Pape) – Regie: Manfred Marchfelder (HR) – Erstsendung: 26. Feb. 1974
- 1974: Zbigniew Herbert: Die Höhle der Philosophen – Regie: Otto Düben (SDR) – Erstsendung: 14. Apr. 1974
- 1974: Johannes Hendrich: Hundstage (Sprecher) – Regie: Johannes Hendrich (SFB) – Erstsendung: 25. Mai 1974
- 1974: Kazimierz Brandys: Inkarno (Anatol) – Regie: Hans Gerd Krogmann (WDR) – Erstsendung: 13. Aug. 1974
- 1974: Felix Quade: Kalt angerichtet (Poggenpohl) – Regie: Hans Bernd Müller (SFB) – Erstsendung: 19. Okt. 1974
- 1974: András Nyerges: Wie schützt man sich bei Raubüberfall (Fahrer) – Regie: Heinz Dieter Köhler (WDR) – Erstsendung: 19. Okt. 1974
- 1974: John Arden, Margaretta D’Arcy: Das Erbe von Ballygombeen (Crotchet) – Regie: Walter Adler (WDR / SR) – Erstsendung: 19. Nov. 1974
- 1974: Kurt Schwitters: Ich pfeife auf die Ideale – Ich fraß den Apfel mit der Schale – Kurt Schwitters – ein bürgerlicher Bürgerschreck – Regie: Jörg Jannings (RIAS) – Erstsendung: 4. Jan. 1975
- 1975: Henry Slesar: Hüte und Schachteln (Erzähler) – Regie: Rolf von Goth (SFB) – Erstsendung: 6. Apr. 1975
- 1975: Robert Silverberg: Macht über Leben und Tod (1. Teil) (Fred Walton) – Regie: Heinz Dieter Köhler (WDR) – Erstsendung: 14. Juni 1975
- 1975: Robert Silverberg: Macht über Leben und Tod (2. Teil) (Fred Walton) – Regie: Heinz Dieter Köhler (WDR) – Erstsendung: 21. Juni 1975
- 19??: Walter Aue: Das Schweigen des Ezra Pound – Regie: Jörg Jannings (RIAS) – Erstsendung: 23. Juni 1975
- 1975: Robert Silverberg: Macht über Leben und Tod (3. Teil) (Fred Walton) – Regie: Heinz Dieter Köhler (WDR) – Erstsendung: 28. Juni 1975
- 1975: Henry Slesar: Der Tag der Hinrichtung – Regie: Rolf von Goth (SFB) – Erstsendung: 24. Aug. 1975
- 1975: Hans Nerth: Mordgespinst (Geliert) – Regie: Hans Nerth (SFB) – Erstsendung: 30. Nov. 1975
- ca. 1976: Wolfdietrich Schnurre: Turner, auf zum Streite – Regie: Hans Bernd Müller (SFB) – Erstsendung: Jan. 1976
- 19??: Wolfdietrich Schnurre: Lasset die Jungens zu mir kommen – Regie: Hans Bernd Müller (SFB) – Erstsendung: ca. Jan. 1976
- 1976: Wolfdietrich Schnurre: Ich brauche dich – Regie: Hans Bernd Müller (SFB / BR) – Erstsendung: 28. Feb. 1976
- 1976: Walter Aue: Die Testpuppenfamilie – Regie: Friedrich Scholz (SFB / BR) – Erstsendung: 2. Okt. 1976
- 1976: Hannelies Taschau: Nudelspinner (Junger Mann) – Regie: Heinz Dieter Köhler (WDR) – Erstsendung: 10. Nov. 1976
- 1976: Gerold Späth: Morgenprozession – Regie: Hans-Ulrich Minke (RIAS) – Erstsendung: 24. Jan. 1977
- 1976: Frank Werner: Hey Joe (2. Mann) – Regie: Hans Bernd Müller (SFB) – Erstsendung: 12. Feb. 1977
- 1976: Václav Havel: Vernissage (Michael) – Regie: Jörg Jannings (RIAS / NDR) – Erstsendung: 14. Mär. 1977
- 1977: Christoph Gahl: Herrenskat (Libyscher Ingenieur) – Regie: Heiner Schmidt (RIAS) – Erstsendung: 13. Juni 1977
- 1977: János Gosztonyi: Große Sprünge (Sprungabteilungsleiter) – Regie: Hans Bernd Müller (SFB) – Erstsendung: 27. Sep. 1977
- 1977: Hans Häußler: Ein richtiger Lehrer (Schuster) – Regie: Chris Gebert (SFB) – Erstsendung: 17. Jan. 1978
- 1977: Hans Magnus Enzensberger: Die Bakunin-Kassette (Professor Adolf Vogt) – Regie: Manfred Marchfelder (WDR / SR) – Erstsendung: 13. Feb. 1978
- 1978: Peter Hemmer: Mitwisser (Herberger) – Regie: Klaus-Dieter Pittrich (WDR) – Erstsendung: 7. Okt. 1978
- 1979: Endre Vészi: Meine Häschen (Somos) – Regie: Heinz Dieter Köhler (WDR) – Erstsendung: 20. Juni 1979
- 1979: Anton Tschechow: Der rätselhafte Tod des Mark Iwanowitsch – Regie: Thomas Köhler (SWF) – Erstsendung: 17. Juli 1979
- 1979: Rolf Schneider: Freundschaften (Freund Sascha, der Arbeitsdirektor) – Regie: Otto Düben (SDR) – Erstsendung: 7. Okt. 1979
- 19??: A. Frankenberg: Die Schlinge (Prof. Seeger) – Regie: Dietrich Auerbach (RIAS) – Erstsendung: 13. Juli 1980
- 1980: J. R. R. Tolkien: Der kleine Hobbit (1. Teil: Eine unvorhergesehene Reisegesellschaft) (Kili / Fili / Bard) – Regie: Heinz Dieter Köhler (WDR) – Erstsendung: 21. Dez. 1980
- 1980: J. R. R. Tolkien: Der kleine Hobbit (2. Teil: Rätsel in der Finsternis) (Kili / Fili / Ork / Dori) – Regie: Heinz Dieter Köhler (WDR) – Erstsendung: 24. Dez. 1980
- 1980: J. R. R. Tolkien: Der kleine Hobbit (3. Teil: Fliegen und Spinnen) (Dori / Kili / Fili / Kommandant / Erster Flößer) – Regie: Heinz Dieter Köhler (WDR) – Erstsendung: 25. Dez. 1980
- 1980: J. R. R. Tolkien: Der kleine Hobbit (4. Teil: Erkundung in der Tiefe) (Kili / Fili / Bard) – Regie: Heinz Dieter Köhler (WDR) – Erstsendung: 26. Dez. 1980
- 1980: J. R. R. Tolkien: Der kleine Hobbit (5. Teil: Die Wolken bersten auf dem Weg zurück) (Bard) – Regie: Heinz Dieter Köhler (WDR) – Erstsendung: 31. Dez. 1980
- 1981: Ginka Steinwachs: Eine Frau in Bewegung, die Frau von Stand (Balzac, 2. Herr) – Regie: Hans Gerd Krogmann (WDR / NDR) – Erstsendung: 30. Juni 1981
- 1981: Ilona Schrumpf: Im Bau – Franz Kafka in Berlin (Max Brod) – Regie: Hans-Ulrich Minke (RIAS) – Erstsendung: 12. Okt. 1981
- 1981: Dieter Hirschberg: Hilfe (Staatsanwalt) – Regie: Joachim Sonderhoff (WDR) – Erstsendung: 5. Dez. 1981
- 1982: Michael Koser: Professor van Dusen ermittelt (24. Folge: Die Erde hat ihn wieder) (H. G. Wells, Schriftsteller) – Regie: Rainer Clute (RIAS) – Erstsendung: 20. Jan. 1982
- 1982: Horst Bienek: Das Gesicht, das mein Gesicht gefangen hält (Bakunin) – Regie: Raoul Wolfgang Schnell (WDR / SFB) – Erstsendung: 11. Mär. 1982
- 1982: Gerald Sammet: Die Untersuchung des Heiligen Antonius (Vorsitzender) – Regie: Günter Bommert (RB) – Erstsendung: 11. Mär. 1982
- 1982: Borislav Pekić: Wie ein Herr gehärtet wurde (Dr. Roemer) – Regie: Heinz Dieter Köhler (WDR) – Erstsendung: 25. Apr. 1982
- 1982: Juan Carlos Onetti: Jacob und der andere (Machado) – Regie: Hein Bruehl (WDR) – Erstsendung: 3. Juni 1982
- 1982: George Ryga: Zur Abendzeit gegen acht (Dr. Dolan, Zeitungsverleger) – Regie: Raoul Wolfgang Schnell (SDR) – Erstsendung: 29. Aug. 1982
- 1983: Hans Kasper: Die Mainzer Begegnung mit dem Tod (Ich) – Regie: Oswald Döpke (SR / WDR) – Erstsendung: 3. Apr. 1983
- 1983: Peter Jacobi: Herzbedarf und Zubehör (Dr. Müller) – Regie: Walter Adler (SFB) – Erstsendung: 3. Juli 1983
- 1983: Ernst Toller: Hoppla, wir leben – Regie: Willi Schmidt (SFB) – Erstsendung: 16. Nov. 1983
- 1984: Mohamed Osman: Eine Reise wie ein Alptraum – Regie: Gerhard Niezoldi (RIAS) – Erstsendung: 9. Juli 1984
- 1984: Wang Meng: Der Schmetterlingstraum (Dschang) – Regie: Heinz Dieter Köhler (WDR) – Erstsendung: 23. Aug. 1984
- 1984: Wessel Ebersohn: Hass hat keine Farbe (1. Teil) (Colonel Freek Jordaan) – Regie: Klaus Mehrländer (WDR / SWF) – Erstsendung: 8. Dez. 1984
- 1984: Wessel Ebersohn: Hass hat keine Farbe (2. Teil) (Colonel Freek Jordaan) – Regie: Klaus Mehrländer (WDR / SWF) – Erstsendung: 15. Dez. 1984
- 1985: Martin Gumba: Heimkehr aus Nairobi (Vater) – Regie: Heinz Wilhelm Schwarz (WDR) – Erstsendung: 17. Mär. 1985
- 1984: Arthus C. Caspari: Das Verhör des Spinoza – Regie: Robert Matejka (RIAS) – Erstsendung: 29. Apr. 1985
- 1985: Barry Bermange: Die Soldaten – Regie: Barry Bermange (SFB / NDR / SWF / ORF) – Erstsendung: 30. Apr. 1985
- 1985: Rainer Lewandowski: Das Sommerhaus – Regie: Thomas Köhler (SWF) – Erstsendung: 8. Nov. 1985
- 1985: João das Neves: Der Drachen und das Gesetz (2. Henker) – Regie: Klaus Mehrländer (WDR) – Erstsendung: 1. Dez. 19985
- 1985: Jonathan Swift: Gullivers Reisen (1. Teil) – Regie: Walter Wippersberg (SFB) – Erstsendung: 25. Dez. 1985
- 1985: Jonathan Swift: Gullivers Reisen (2. Teil) – Regie: Walter Wippersberg (SFB) – Erstsendung: 26. Dez. 1985
- 1985: Jonathan Swift: Gullivers Reisen (3. Teil) – Regie: Walter Wippersberg (SFB) – Erstsendung: 29. Dez. 1985
- 1985: Jonathan Swift: Gullivers Reisen (4. Teil) – Regie: Walter Wippersberg (SFB) – Erstsendung: 1. Jan. 1986
- 1985: Wiard Raveling: Übergetreten (Mann) – Regie: Horst Loebe (RB) – Erstsendung: 19. Feb. 1986
- 1986: Gabriele M. Göbel: Albatros und Biblilicos (1. Teil: Adrian reist zu den Bilbilicos) – Regie: Rolf Grunert (SFB) – Erstsendung: 19. Mai 1986
- 1986: Gabriele M. Göbel: Albatros und Biblilicos (2. Teil: Bülbül lebt auf Albatros) – Regie: Rolf Grunert (SFB) – Erstsendung: 25. Mai 1986
- 1986: Klaus Schlesinger: Felgentreu (Geheimrat) – Regie: Robert Matejka (SFB) – Erstsendung: 22. Nov. 1986
- 1987: Platon: Das Trinkgelage oder Über den Eros (Aristophanes) – Regie: Willi Schmidt (SDR) – Erstsendung: 2. Jan. 1988
- 1987: Anonym: Der bestrafte Brudermord (Corambus und Leonhardus) – Regie: Thomas Köhler (SWF) – Erstsendung: 18. Jan. 1988
- 1987: Friedrich Schiller: Der Geisterseher (1. Teil: Das Geheimnis des Armeniers) (Magier) – Regie: Thomas Köhler (SWF) – Erstsendung: 22. Feb. 1988
- 1987: Friedrich Schiller: Der Geisterseher (2. Teil: Das Geständnis des Magiers) (Magier) – Regie: Thomas Köhler (SWF) – Erstsendung: 29. Feb. 1988
- 1987: Niklaus Schmid: Die Wettreise (Kaupp) – Regie: Heinz Wilhelm Schwarz (WDR) – Erstsendung: 23. Juni 1988
- 1988: William Faulkner: Mangelnde Chemiekenntnisse (Joel Flint alias Wesley Prit) – Regie: Heinz Dieter Köhler (WDR) – Erstsendung: 24. Dez. 1988
- 1988: Umberto Eco: Die ewige Schönheit der Zahl (Pythagoras) – Regie: Hans Gerd Krogmann (SWF) – Erstsendung: 8. Jan. 1989
- 1989: Karl von Holtei: Mord in Riga (1. Teil) – Regie: Joachim Sonderhoff (WDR) – Erstsendung: 6. Mai 1989
- 1989: Karl von Holtei: Mord in Riga (2. Teil) – Regie: Joachim Sonderhoff (WDR) – Erstsendung: 13. Mai 1989
- 1990: Benjamin Kuras: Goldberg in New York (Inspektor Goldberg) – Regie: Stefan Dutt (SR) – Erstsendung: 20. Mai 1990
- 1990: John C. Wilsher: Todsicher (Peter) – Regie: Joachim Sonderhoff (WDR) – Erstsendung: 9. Aug. 1990
- 1990: Mamoru Tanabe: Trambahn Hiroshima (Erzähler, Ich) – Regie: Angeli Backhausen (WDR) – Erstsendung: 25. Nov. 1990
- 1991: Ants Aaman: Der Truppenübungsplatz (Mann) – Regie: Joachim Sonderhoff (WDR) – Erstsendung: 23. Juni 1991
- 1991: Karl Feldkamp: Mit Messer und Gabel (Ewald Riege) – Regie: Diether-Joseph Wallimann (WDR) – Erstsendung: 27. Juli 1991
- 1991: Alfred Marquart: Christoph Kolumbus (12. Folge) (del Santo) – Regie: Klaus Langer (SWF) – Erstsendung: 28. Jan. 1992
- 1991: Alfred Marquart: Christoph Kolumbus (13. Folge) (del Santo) – Regie: Klaus Langer (SWF) – Erstsendung: 29. Jan. 1992
- 1991: Alfred Marquart: Christoph Kolumbus (15. Folge) (del Santo) – Regie: Klaus Langer (SWF) – Erstsendung: 31. Jan. 1992
- 1991: Alfred Marquart: Christoph Kolumbus (16. Folge) (del Santo) – Regie: Klaus Langer (SWF) – Erstsendung: 3. Feb. 1992
- 1991: Herbert Borlinghaus: Christoph Kolumbus (26. Folge) (Del Santo) – Regie: Klaus Langer (SWF) – Erstsendung: 17. Feb. 1992
- 1991: Alfred Marquart: Christoph Kolumbus (27. Folge) (del Santo) – Regie: Klaus Langer (SWF) – Erstsendung: 3. Feb. 1992
- 1991: Alfred Marquart: Christoph Kolumbus (51. Folge) (del Santo) – Regie: Klaus Langer (SWF) – Erstsendung: 25. Mär. 1992
- 1992: Jörg Giesebrecht, Judith Langhans, Matthias Kretschmer: Die Rückkehr des großen „K“ (Pilot) – Regie: Patrick Blank, Birgitt Kehrer (SWF) – Erstsendung: 25. Mär. 1992
- 1991: Alfred Marquart: Christoph Kolumbus (52. Folge) (del Santo) – Regie: Klaus Langer (SWF) – Erstsendung: 26. Mär. 1992
- 1991: Alfred Marquart: Christoph Kolumbus (53. Folge) (del Santo) – Regie: Klaus Langer (SWF) – Erstsendung: 27. Mär. 1992
- 1991: Alfred Marquart: Christoph Kolumbus (54. Folge) (del Santo) – Regie: Klaus Langer (SWF) – Erstsendung: 30. Mär. 1992
- 1991: Alfred Marquart: Christoph Kolumbus (61. Folge) (del Santo) – Regie: Klaus Langer (SWF) – Erstsendung: 8. Apr. 1992
- 1991: Herbert Borlinghaus: Christoph Kolumbus (65. Folge) (del Santo) – Regie: Klaus Langer (SWF) – Erstsendung: 14. Apr. 1992
- 1991: Herbert Borlinghaus: Christoph Kolumbus (67. Folge) (del Santo) – Regie: Klaus Langer (SWF) – Erstsendung: 16. Apr. 1992
- 1991: Herbert Borlinghaus: Christoph Kolumbus (68. Folge) (del Santo) – Regie: Klaus Langer (SWF) – Erstsendung: 21. Apr. 1992
- 1992: Edward Crowley: Scotch on the Rocks (Georges Kyrpriano) – Regie: Heinz Wilhelm Schwarz (WDR) – Erstsendung: 25. Apr. 1992
- 1992: Alfred Marquart: Christoph Kolumbus (75. Folge) (del Santo) – Regie: Klaus Langer (SWF) – Erstsendung: 30. Apr. 1992
- 1992: Alfred Marquart: Christoph Kolumbus (77. Folge) (del Santo) – Regie: Klaus Langer (SWF) – Erstsendung: 5. Mai 1992
- 1992: Alfred Marquart: Christoph Kolumbus (78. Folge) (del Santo) – Regie: Klaus Langer (SWF) – Erstsendung: 6. Mai 1992
- 1992: Alfred Marquart: Christoph Kolumbus (80. Folge) (del Santo) – Regie: Klaus Langer (SWF) – Erstsendung: 8. Mai 1992
- 1992: Alfred Marquart: Christoph Kolumbus (81. Folge) (del Santo) – Regie: Klaus Langer (SWF) – Erstsendung: 11. Mai 1992
- 1992: Alfred Marquart: Christoph Kolumbus (85. Folge) (del Santo) – Regie: Klaus Langer (SWF) – Erstsendung: 15. Mai 1992
- 1992: Alfred Marquart: Christoph Kolumbus (87. Folge) (del Santo) – Regie: Klaus Langer (SWF) – Erstsendung: 19. Mai 1992
- 1992: Alfred Marquart: Christoph Kolumbus (88. Folge) (del Santo) – Regie: Klaus Langer (SWF) – Erstsendung: 20. Mai 1992
- 1992: Alfred Marquart: Christoph Kolumbus (98. Folge) (del Santo) – Regie: Klaus Langer (SWF) – Erstsendung: 4. Juni 1992
- 1992: Alfred Marquart: Christoph Kolumbus (102. Folge) (del Santo) – Regie: Klaus Langer (SWF) – Erstsendung: 11. Juni 1992
- 1992: Alfred Marquart: Christoph Kolumbus (108. Folge) (del Santo) – Regie: Klaus Langer (SWF) – Erstsendung: 22. Juni 1992
- 1992: Alfred Marquart: Christoph Kolumbus (129. Folge) (del Santo) – Regie: Klaus Langer (SWF) – Erstsendung: 21. Juli 1992
- 1992: Klaus Figge: Alfred Andersch – Ein Portrait des Autors als Radiomacher – Regie: Johannes Hertel (SWF) – Erstsendung: 1. Aug. 1992
- 1992: Alfred Andersch: Biologie und Tennis (Baron Mühlheim) – Regie: Hartmut Kirste (SWF / HR) – Erstsendung: 2. Aug. 1992
- 1992: Alfred Marquart: Christoph Kolumbus (150. Folge) (del Santo) – Regie: Klaus Langer (SWF) – Erstsendung: 19. Aug. 1992
- 1992: Alfred Marquart: Christoph Kolumbus (151. Folge) (del Santo) – Regie: Klaus Langer (SWF) – Erstsendung: 20. Aug. 1992
- 1991: Jörg Giesebrecht, Judith Langhans, Matthias Kretschmer: Die Fürstenhochzeit (Hauptbrandmeister) – Regie: Patrick Blank, Birgitt Kehrer (SWF) – Erstsendung: 26. Aug. 1992
- 1992: Bernd Grashoff: Abgewertet (Chiefinspektor Pike) – Regie: Dieter Carls (WDR) – Erstsendung: 7. Nov. 1992
- 1992: Alfred Marquart: Christoph Kolumbus (225. Folge) (del Santo) – Regie: Klaus Langer (SWF) – Erstsendung: 3. Dez. 1992
- 1992: Alfred Marquart: Christoph Kolumbus (226. Folge) (del Santo) – Regie: Klaus Langer (SWF) – Erstsendung: 4. Dez. 1992
- 1992: Fritz Rudolf Fries: Der Gesang der weißen Wale (Arturo Schopenhower) – Regie: Otto Düben (WDR / MDR) – Erstsendung: 15. Dez. 1992
- 1992: Alfred Marquart: Christoph Kolumbus (233. Folge) (del Santo) – Regie: Klaus Langer (SWF) – Erstsendung: 15. Dez. 1992
- 1992: Alfred Marquart: Christoph Kolumbus (234. Folge) (del Santo) – Regie: Klaus Langer (SWF) – Erstsendung: 16. Dez. 1992
- 1992: Alfred Marquart: Christoph Kolumbus (236. Folge) (del Santo) – Regie: Klaus Langer (SWF) – Erstsendung: 18. Dez. 1992
- 1993: Keith Abbott: Rhino Ritz (1. Teil) (Erzähler) – Regie: Ulrich Gerhardt (SFB) – Erstsendung: 9. Mär. 1993
- 1993: Keith Abbott: Rhino Ritz (2. Teil) (Erzähler) – Regie: Ulrich Gerhardt (SFB) – Erstsendung: 9. Mär. 1993
- 1993: Erich Hackl: König Wamba (Der Herzog) – Regie: Hans Gerd Krogmann (SWF) – Erstsendung: 20. Mär. 1993
- 1993: Gunter Preuß: Spiegelscherben (Erzähler) – Regie: Angeli Backhausen (WDR) – Erstsendung: 24. Mär. 1993
- 1991: Jörg Giesebrecht, Matthias Kretschmer: Der Pressekrieg – Regie: Patrick Blank (SWF) – Erstsendung: 4. Mai 1993
- 1993: Georges Simenon: Die Zeugen (Erzähler) – Regie: Walter Adler (SWF) – Erstsendung: 3. Okt. 1993
- 1993: Ria Endres: Dr. Alzheimer bittet zu Tisch (Kraepelin) – Regie: Hans Gerd Krogmann (SWF / BR) – Erstsendung: 14. Okt. 1993
- 1993: Anders Bodelsen: Musik zur Nacht (Gast) – Regie: Christoph Pragua (WDR) – Erstsendung: 17. Okt. 1993
- 1993: Sibylle Bolik: Mit Hammer und Feder? – Regie: Hein Bruehl (WDR) – Erstsendung: 13. Nov. 1993
- 1993: Jörg Giesebrecht, Matthias Kretschmer: Das Geheimnis der barfüßigen Brüder (der Teufel) – Regie: Patrick Blank (SWF) – Erstsendung: 17. Nov. 1993
- 1993: Alexander Mischarin: Gespenster des Kreml (Kremlherr) – Regie: Klaus Mehrländer (WDR) – Erstsendung: 28. Nov. 1993
- 1993: Raymond Chandler: Der König in Gelb (George Miller) – Regie: Hermann Naber (SWF) – Erstsendung: 19. Dez. 1993
- 1994: Anonym: Menschenfleisch (Balac) – Regie: Klaus Mehrländer (WDR) – Erstsendung: 3. Feb. 1994
- 1994: Andreas Erdmann, Leonhard Koppelmann: Aladin und der Zwetschgengeist (Holzauge) – Regie: Annette Kurth (WDR) – Erstsendung: 26. Feb. 1994
- 1994: Sabine Breitsameter: Soundscapes – Klanglandschaften – Regie: Sabine Breitsameter (SWF / SR) – Erstsendung: 26. Feb. 1994
- 1993: Georges Simenon: Maigret und die Affaire Saint Fiacre (1. Teil) (Ein Anwalt) – Regie: Patrick Blank (SWF) – Erstsendung: 26. Mär. 1994
- 1993: Georges Simenon: Maigret und die Affaire Saint Fiacre (2. Teil) (Ein Anwalt) – Regie: Patrick Blank (SWF) – Erstsendung: 27. Mär. 1994
- 1994: Hans Nerth: Katzenkrieg (Terlink) – Regie: Hans Nerth (MDR) – Erstsendung: 27. Mär. 1994
- 1994: Napoleón Baccino Ponce de León: Graf Maluco (2. Teil: Die Reise) (Cartagena) – Regie: Hans Gerd Krogmann (WDR) – Erstsendung: 23. Mai 1994
- 1994: Arne Willy Dahl: Sturm auf der Haltenbank (Pedersen) – Regie: Klaus Mehrländer (WDR) – Erstsendung: 26. Mai 1994
- 1994: Pitigrilli: Das Stottern (Erzähler) – Regie: Thomas Koch (SWF) – Erstsendung: 2. Juni 1994
- 1994: Jens Sparschuh: Rückzu (Heimleiter) – Regie: Hans Gerd Krogmann (SR / MDR) – Erstsendung: 25. Juni 1994
- 1994: Christian Linder: Gruppenbild mit Heinrich Böll – Regie: Ulrich Lampen (SWF) – Erstsendung: 31. Juli 1994
- 1994: Heinz-Dieter Herbig: Christiane Vulpius. Ein Historical (Moderator/Sprecher) – Regie: Patrick Blank (SWF / WDR) – Erstsendung: 8. Aug. 1994
- 1994: Petra Maria Meyer: All die toten Stimmen. Zu Samuel Beckett – Regie: Hein Bruehl (WDR) – Erstsendung: 29. Nov. 1994
- 1995: Hen Hermanns: Tigerjagd (Hauptkommissar Franck) – Regie: Annette Kurth (WDR) – Erstsendung: 4. Mär. 1995
- 1995: Pabé Mongo: Eine Profi-Arbeit (Mezogu) – Regie: Joachim Sonderhoff (WDR) – Erstsendung: 12. Mär. 1995
- 1995: Anonymus: Nanzen und die Katze (Sprecher H) – Regie: Hans Gerd Krogmann (SDR / NDR / WDR) – Erstsendung: 16. Mai 1995
- 1995: Ursula Krechel: Mein Hallo dein Ohr. Ein Hilferuf – Regie: Hans Gerd Krogmann (SWF) – Erstsendung: 21. Mai 1995
- 1995: Ekaterina Tomowa: Die vom Himmel Vergessenen (1. Teil: Der Himmel von Dimiter – Der Nebel um Sofia) – Regie: Ulrich Gerhardt (SWF) – Erstsendung: 12. Juni 1995
- 1995: Ekaterina Tomowa: Die vom Himmel Vergessenen (2. Teil: Magdalina – Das Bachtal der Tannen) – Regie: Ulrich Gerhardt (SWF) – Erstsendung: 13. Juni 1995
- 1995: Jörg Giesebrecht, Matthias Kretschmer: Glotzomania – oder: Der Fernsehkiller von Billerbeck (Pathologe) – Regie: Patrick Blank (SWF) – Erstsendung: 13. Juni 1995
- 1995: Peter Høeg: Fräulein Smillas Gespür für Schnee (1. Teil: Die Stadt) (Kommissar Ravn) – Regie: Hermann Naber (SWF / NDR) – Erstsendung: 3. Sep. 1995
- 1995: Jim Thompson: Der Verbrecher (Captain) – Regie: Annette Jainski (WDR) – Erstsendung: 7. Sep. 1995
- 1995: Peter Høeg: Fräulein Smillas Gespür für Schnee (2. Teil: Das Eismeer) (Kommissar Ravn) – Regie: Hermann Naber (SWF / NDR) – Erstsendung: 10. Sep. 1995
- 1995: Unica Zürn, Ursula Krechel: Im Ohrensaal (Dr. Mortimer) – Regie: Hans Gerd Krogmann (BR) – Erstsendung: 18. Sep. 1995
- 1995: Gert Loschütz: Die Kamera, der Traum, dann die Stimmen (Vater) – Regie: Norbert Schaeffer (NDR / SDR / WDR) – Erstsendung: 12. Nov. 1995
- 1995: Franz Rodenkirchen: The House That Jack Built (Alte Männerstimme) – Regie: Burkhard Ax (WDR) – Erstsendung: 23. Nov. 1995
- 1995: Antoine O'Flatharta: Blood Guilty – Brüder in Feindschaft (Pat) – Regie: Klaus-Dieter Pittrich (WDR) – Erstsendung: 10. Dez. 1995
- 1995: Gisela von Wysocki: Stein und Riesenrad (Nachdenker) – Regie: Hans Gerd Krogmann (NDR / HR / WDR) – Erstsendung: 13. Dez. 1995
- 1996: Alexander Mischarin: Die Erzählung von Anna und Ludwig (Erzähler) – Regie: Dieter Carls (WDR) – Erstsendung: 25. Mär. 1996
- 1996: Zurab Kandelaki: Die Probe (Berater) – Regie: Jörg Schlüter (WDR) – Erstsendung: 8. Apr. 1996
- 1996: Orson Welles: Mr. Arkadin (Gregory Arkadin) – Regie: Ulrich Gerhardt (BR / WDR) – Erstsendung: 19. Apr. 1996
- 1996: James Ellroy: Die schwarze Dahlie (1. Teil: Feuer und Eis) (Chief Thad Green) – Regie: Walter Adler (WDR) – Erstsendung: 30. Mai 1996
- 1996: James Ellroy: Die schwarze Dahlie (3. Teil: Sklavenmädchen aus der Hölle) (Chief Thad Green) – Regie: Walter Adler (WDR) – Erstsendung: 13. Juni 1996
- 1996: James Ellroy: Die schwarze Dahlie (5. Teil: Hollywoodland) (Chief Thad Green) – Regie: Walter Adler (WDR) – Erstsendung: 27. Juni 1996
- 1996: Wladimir Faradschew: Die Verlassenen (Schende Aronow) – Regie: Frank E. Hübner (WDR) – Erstsendung: 25. Nov. 1996
- 1996: Jürgen Becker: Gegend mit Spuren (Jörn) – Regie: Norbert Schaeffer (WDR) – Erstsendung: 26. Nov. 1996
- 1996: Gabriele Wohmann: Treffpunkt Wahlverwandtschaft (Manfred) – Regie: Hans Gerd Krogmann (SWF) – Erstsendung: 15. Dez. 1996
- 1997: Carey Harrison: Newton verliebt – Regie: Annette Jainski (SWF) – Erstsendung: 15. Mai 1997
- 1997: Gerhard Herm: Tod im Irrfeld oder Die tätowierte Frau (Brockmeyer) – Regie: Burkhard Ax (WDR) – Erstsendung: 7. Juni 1997
- 1996: Arthur Conan Doyle: Nebel, Mord und feine Damen (1. Teil) (Mycroft Holmes) – Regie: Patrick Blank (SWF) – Erstsendung: 11. Juli 1997
- 1996: Arthur Conan Doyle: Nebel, Mord und feine Damen (3. Teil) (Mycroft Holmes) – Regie: Patrick Blank (SWF) – Erstsendung: 13. Juli 1997
- 1997: Peter Høeg: Die Frau und der Affe (1. Teil: Gefangenschaft) (Dr. Alexander Bowen) – Regie: Hermann Naber (SWF / NDR) – Erstsendung: 7. Sep. 1997
- 1997: Peter Høeg: Die Frau und der Affe (2. Teil: Die Befreiung) (Dr. Alexander Bowen) – Regie: Hermann Naber (SWF / NDR) – Erstsendung: 14. Sep. 1997
- 1997: Reinhold Batberger: Wir genießen die himmlischen Freuden (Toter, Großvater) – Regie: Ulrich Lampen (SWF / HR) – Erstsendung: 19. Okt. 1997
- 1997: Benjamin Kuras: Goldberg in der goldenen Stadt (Goldberg) – Regie: Patrick Blank (SR) – Erstsendung: 26. Okt. 1997
- 1997: Ror Wolf: Die Durchquerung der Tiefe in dreizehn dunklen Kapiteln (1. Teil) – Regie: Hermann Naber (SWF / DLR Köln / HR) – Erstsendung: 6. Nov. 1997
- 1997: Ror Wolf: Die Durchquerung der Tiefe in dreizehn dunklen Kapiteln (2. Teil) – Regie: Hermann Naber (SWF / DLR Köln / HR) – Erstsendung: 13. Nov. 1997
- 1997: Alexander Obraszow: Rußland (Glinkin) – Regie: Dieter Carls (WDR) – Erstsendung: 7. Dez. 1997
- 1997: Robert Louis Stevenson: Dr. Jekyll und Mr. Hyde (1. Teil) (Utterson) – Regie: Annette Kurth (WDR) – Erstsendung: 18. Dez. 1997
- 1997: Robert Louis Stevenson: Dr. Jekyll und Mr. Hyde (2. Teil) (Utterson) – Regie: Annette Kurth (WDR) – Erstsendung: 25. Dez. 1997
- 1998: Gerd Fuchs: Liebesmüh (Hans Korn) – Regie: Dieter Carls (WDR) – Erstsendung: 1. Feb. 1998
- 1998: Ria Endres: Der Weltuntergang findet nicht statt (Chor der Manager / Reporter) – Regie: Hans Gerd Krogmann (SWF) – Erstsendung: 5. Feb. 1998
- 1998: Batya Gur: Denn am Sabbat sollst du ruhen (Prof. Hildesheimer) – Regie: Iiris Arnold (SWF) – Erstsendung: 29. Mär. 1998
- 1998: Michael Esser: Electric Lady Land (Buch) – Regie: Walter Adler (WDR) – Erstsendung: 8. Apr. 1998
- 1998: Renaude Noëlle: Auf alle! Die! – Regie: Norbert Schaeffer (SWF / WDR) – Erstsendung: 19. Apr. 1998
- 1998: Petra Maria Meyer: Gedächtnisschriften – Regie: Klaus Schöning (WDR) – Erstsendung: 23. Mai 1998
- 1998: Edwin Ortmann: Das Reifen zum Biedermann (August Lingner) – Regie: Hans Gerd Krogmann (NDR / DLR Berlin / SDR) – Erstsendung: 10. Juni 1998
- 1998: Stephanie Menge: Das unsichtbare Deutschland (Li-Mo, die chinesische Vase) – Regie: Burkhard Ax (WDR) – Erstsendung: 3. Okt. 1998
- 1998: Wilhelm Genazino: Die Frau und der Löffel. Wilhelm Genazino interviewt Samuel Beckett (Samuel Beckett) – Regie: Ulrich Lampen (SWF) – Erstsendung: 19. Okt. 1998
- 1998: Javier Marías: Morgen in der Schlacht denk an mich (Juan) – Regie: Norbert Schaeffer (WDR / NDR) – Erstsendung: 4. Nov. 1998
- 1998: Uwe Mengel: Preußisch-Hawaii (Thurston) – Regie: Walter Adler (WDR) – Erstsendung: 8. Nov. 1998
- 1998: Catherine Clément: Theos Reise (1. Teil: Nächstes Jahr in Jerusalem) (Pater Antoine) – Regie: Thomas Werner (WDR) – Erstsendung: 22. Nov. 1998
- 1998: Ursula Krechel: Shanghai fern von wo (2. Teil: Die geschlossene Stadt) (Herr Rosenbaum) – Regie: Hans Gerd Krogmann (SWR) – Erstsendung: 22. Nov. 1998
- 1998: Catherine Clément: Theos Reise (2. Teil: Der Zauber der Scheika) (Pater Antoine) – Regie: Thomas Werner (WDR) – Erstsendung: 29. Nov. 1998
- 1998: Catherine Clément: Theos Reise (5. Teil: Der Ritt der Götter) (Pater Antoine) – Regie: Thomas Werner (WDR) – Erstsendung: 20. Dez. 1998
- 1997: Michael Esser: President in space (Miller) – Regie: Walter Adler (HR) – Erstsendung: 31. Jan. 1999
- 1999: Raymond Chandler: Straßenbekanntschaft (John Vidaury) – Regie: Hermann Naber (SWR) – Erstsendung: 1. Aug. 1999
- 1999: Heinz Dravenau, Hartmut Przybylski: Bugs Jitterclub (Buggert) – Regie: Frank-Erich Hübner (WDR) – Erstsendung: 3. Sep. 1999
- 1999: Michael Esser: Der Netzmann (Reiter) – Regie: Walter Adler (WDR) – Erstsendung: 1. Okt. 1999
- 2000: Sabine Stein: Hochzeitsbild (Patriarch) – Regie: Annette Berger (SWR) – Erstsendung: 14. Mai 2000
- 1995: Alfred Marquart: Oh du fröhliche. Geschichte eines Weihnachtsliedes (Adalbert Mückel) – Regie: Klaus Langer (SWR) – Erstsendung: 24. Dez. 2000
- 2001: Andrea Camilleri: Der Hund aus Terracotta (2. Teil) (Lilli Rizzitano) – Regie: Leonhard Koppelmann (SWR) – Erstsendung: 10. Juni 2001
- 2001: Frank Peter Hermsen: Dafan (Sprecher) – Regie: Thomas Wolfertz (WDR) – Erstsendung: 23. Aug. 2001
- 2002: Frédéric Beigbeder: Neununddreißigneunzig (Sprecher 2) – Regie: Walter Adler (WDR / SWR) – Erstsendung: 19. Juni 2002
- 2002: Jake Arnott: Der große Schwindel (Teddy) – Regie: Annette Berger (WDR) – Erstsendung: 20. Juni 2002
- 2002: Luigi Lunari: Senator Fox (Senator Fox) – Regie: Burkhard Ax (WDR) – Erstsendung: 15. Sep. 2002
- 2003: Henning Mankell: Die Rückkehr des Tanzlehrers (1. Teil: Blutiger Tango) (Herbert Molin) – Regie: Thomas Leutzbach (WDR) – Erstsendung: 7. Nov. 2003
- 2003: Sven Björnson: Ein Engel in Flandern (Weihnachtsmann) – Regie: Angeli Backhausen (WDR) – Erstsendung: 24. Dez. 2003
- 2003: Anonymus: Die Tochter von Sonne und Mond – Regie: Uwe Schareck, Uta Reitz (WDR) – Erstsendung: 31. Dez. 2003
- 2003: William Shakespeare: Romeo und Julia – Regie: Uwe Schareck, Uta Reitz (WDR) – Erstsendung: 31. Dez. 2003
- 2003: Anonym: Die Yamani – Regie: Uwe Schareck, Uta Reitz (WDR) – Erstsendung: 1. Jan. 2004
- 2004: Lloyd Alexander: Taran und das Zauberschwein (Dallben) – Regie: Robert Schoen (SWR) – Erstsendung: 26. Juni 2004
- 2004: Lloyd Alexander: Taran und der Zauberkessel (Dallben) – Regie: Robert Schoen (SWR) – Erstsendung: 25. Sep. 2004
- 2005: Lloyd Alexander: Taran und die Zauberkatze (Dallben) – Regie: Robert Schoen (SWR) – Erstsendung: 25. Juni 2005
- 2005: Lloyd Alexander: Taran und der Zauberspiegel (Dallben) – Regie: Robert Schoen (SWR) – Erstsendung: 22. Okt. 2005
- 2005: Lloyd Alexander: Taran und das Zauberschwert (Dallben) – Regie: Robert Schoen (SWR) – Erstsendung: 29. Okt. 2005
- 2008: Stefan Blankertz: 2068 (Martin) – Regie: Martin Zylka (WDR) – Erstsendung: 22. Apr. 2008

## Synchronrollen (Auswahl)
Rolf Schult hat über 800 Filme synchronisiert. Seine Stimme galt als sehr gefühlvoll mit starkem Wiedererkennungswert. Er hatte eine hohe Stimmähnlichkeit zu seinem Sohn Christian Schult.
Robert Redford
- 1972: Vier schräge Vögel als John Archibald Dortmunder
- 1973: Der Clou als Johnny Hooker
- 1974: Der große Gatsby als Jay Gatsby
- 1975: Die drei Tage des Condor als Joseph Turner/Der Condor
- 1976: Die Unbestechlichen als Bob Woodward
- 1979: Der elektrische Reiter als Norman 'Sonny' Steele
- 1980: Brubaker als Henry Brubaker
- 1984: Der Unbeugsame als Roy Hobbs
- 1986: Staatsanwälte küsst man nicht als Tom Logan
- 1993: Sneakers – Die Lautlosen als Martin 'Marty' Bishop

Clint Eastwood
- 1969: Westwärts zieht der Wind als Pardner / Sylvester Newel
- 1970: Ein Fressen für die Geier als Hogan
- 1971: Sadistico – Wunschkonzert für einen Toten als Dave Garver
- 1971: Dirty Harry als Insp. 'Dirty' Harry Callahan

Patrick O’Neal
- 1970: Der Brief an den Kreml als Charles Rone
- 1970: El Condor als Chavez

Donald Sutherland
- 1971: Johnny zieht in den Krieg als Christus
- 1978: Blutsverwandte als Steve Carella

Jean Rochefort
- 1974: Der große Blonde kehrt zurück als Toulouse
- 1987: Ein unzertrennliches Gespann als Michele Mortez

Anthony Hopkins
- 1976: Unternehmen Entebbe als Premierminister Yitzhak Rabin
- 1991: Das Schweigen der Lämmer als Dr. Hannibal Lecter

Patrick Stewart
- 1994–2002: Star-Trek-Reihe als Captain Jean-Luc Picard
- 2000–2009: X-Men-Reihe als Prof. Charles Xavier / Professor X

Weitere Rollen
- 1956: Carlo Rizzo (als Henri) in Die Monte Carlo Story
- 1963: Wayne Grace (als Kriminalassistent Edgar von Leppe) in The Terror – Schloß des Schreckens
- 1964: Georges Géret (als Leutnant Frazer) in Die Hölle von Algier
- 1965: Philip O’Flynn (als Mick Mullen) in Cassidy, der Rebell
- 1965: John Matthews (als Dakota) in Entscheidung am Big Horn
- 1965: Peter Mann (als Nathanael) in Die größte Geschichte aller Zeiten
- 1966: Theodore Marcuse (als Gregor (Spion mit Zigarre)) in Spion in Spitzenhöschen
- 1966: Luigi Pistilli (als Pater Pablo Ramirez) in Zwei glorreiche Halunken
- 1967: Serge Reggiani (als Trajan Koruga) in Die 25. Stunde
- 1967: Robert Webber (als General Denton) in Das dreckige Dutzend
- 1967: Ferdy Mayne (als Erzähler) in Tanz der Vampire
- 1967: J. D. Cannon (als Society Red) in Der Unbeugsame
- 1967: Alan Arkin (als Harry Roat jr.) in Warte, bis es dunkel ist
- 1968: William Sylvester (als Dr. Heywood Floyd) in 2001: Odyssee im Weltraum
- 1968: Werner Hauff (als Inspector Jackson) in Kommissar X – Drei blaue Panther
- 1968: Rik Battaglia (als Murdock) in Winnetou und Shatterhand im Tal der Toten
- 1968: Don Gordon (als Sgt. Delgetti) in Bullitt
- 1968: Michael Stevens (als Captain Johnson) in Ein dreckiger Haufen
- 1968: Jonathan Goldsmith (als Tommy) in Hängt ihn höher
- 1968: Stacy Keach (als Jack Blount) in Das Herz ist ein einsamer Jäger
- 1968: Karl Malden (als Carlton J. Klemper) in Das Millionending
- 1968: Robert Gunner (als Landon) in Planet der Affen
- 1969: John Cassavetes (als Hank McCain) in Die Unschlagbaren
- 1969: Joe Don Baker (als Slater) in Die Rache der glorreichen Sieben
- 1971: Tom Adams (als Col. Owen) in Manfred von Richthofen – Der Rote Baron
- 1971: Yul Brynner (als Catlow) in Catlow – Leben ums Verrecken
- 1972: Gene Hackman (als Reverend Frank Scott) in Poseidon Inferno
- 1973: Eric Porter (als General von Greim) in Hitler – Die letzten zehn Tage
- 1973: Allyn Joslyn (als Osidro) in Der Engel mit der Trompete
- 1973: Raymond Pellegrin (als Anwalt de Ribis) in Sie nannten ihn Plattfuß
- 1974: Regis Toomey (als Pfarrer Miller) in Jede Frau braucht einen Engel
- 1976: Luciano Catenacci (als Fred) in Zwei außer Rand und Band
- 1977: David Carradine (als Blinde Mann/Affenmann/Tod/Changsha) in Das Geheimnis des blinden Meisters
- 1978: Marlon Brando (als Jor-El) in Superman
- 1979: George Peppard (als Nick Culver) in Gefahr über den Wolken
- 1980: Buffy Dee (als Losverkäufer) in Der Supercop
- 1981: Cliff Gorman (als Joseph Goebbels) in Der Bunker
- 1982: Enio Girolami (als Shadow) in Metropolis 2000
- 1982: Stewart Granger (als Prinz Philip) in Die Romanze von Charles und Diana
- 1983: Martin Sheen in Dead Zone als Greg Stillson
- 1983: Robert Vaughn (als Ross Webster) in Superman III – Der stählerne Blitz
- 1984: Alex Rocco (als Tony) in Auf dem Highway ist wieder die Hölle los
- 1984: Jack Ging (als Drew Kendall) in Hart aber herzlich
- 1984: Anthony Newley (als Tony Vacarro) in Hart aber herzlich
- 1985: Peter Donat (als Dr. Harrison Straker) in Hart aber herzlich
- 1985: Soon-Tek Oh (als Lang Chen Cheng) in Hart aber herzlich
- 1986: Monte Markham (als Robert Carney) in Hart aber herzlich
- 1990: Dennis Franz (als Cpt. Lorenzo) in Stirb langsam 2
- 1992: James Caan (als Tommy Korman) in … aber nicht mit meiner Braut – Honeymoon in Vegas

## Auszeichnungen (Auswahl)
- 1959: Förderpreis des Landes Nordrhein-Westfalen für junge Künstlerinnen und Künstler
- 1970: Ernennung zum Berliner Staatsschauspieler
- 1999: Synchronsprecherpreis der Stadt Lippstadt
- 2007: Deutscher Synchronpreis in der Kategorie Herausragendes Gesamtschaffen